# Arc del carrer de les Voltes de Pujalt
L'Arc del carrer de les Voltes de Pujalt és una obra de Pujalt (Anoia) inclosa a l'Inventari del Patrimoni Arquitectònic de Catalunya.

## Descripció
Passatge formant per dos arcs irregulars, amb sostre plana amb embigat de fusta. És un dels dos conservats a Pujalt. Aquest està davant l'església de la Concepció l'altre adossat a ella.

## Història
Com a d'altres indrets segarrencs aquests arc són típics dels nuclis d'època medieval (veure l'Astor, La Fortesa, Parts del rRei, etc.). és sabut que Pujalt, dominada pel castell, estava envoltada de Muralles, de les quals resta encara alguna traça prop de la capella de la Concepció, del Call i del carrer Major.